# Tyree Appleby
Tyree Appleby (Little Rock, Arkansas; 30 de septiembre de 1998) es un baloncestista estadounidense que pertenece a la plantilla del Darüşşafaka de la Basketbol Süper Ligi turca. Con 1,83 metros de estatura, juega en la posición de base.

## Trayectoria deportiva

### Universidad
Es un jugador formado en la Jacksonville High School en Jacksonville, Arkansas hasta 2017, cuando ingresó en la Universidad Estatal de Cleveland, situada en Cleveland, en el estado de Ohio, donde jugaría durante dos temporadas en la NCAA con los 
Cleveland State Vikings, desde 2017 a 2019.
Tras un temporada en blanco, en 2020 forma parte de la Universidad de Florida en Gainesville, Florida, donde jugaría durante dos temporadas en la NCAA con los Florida Gators, desde 2020 a 2022. 
En su último año universitario,  ingresa en la Universidad de Wake Forest en Winston-Salem, Carolina del Norte, con el que disputa la NCAA con los Wake Forest Demon Deacons en la temporada 2022-23.

### Profesional
El 18 de julio de 2023, firmó con el Limoges CSP de la LNB Pro A francesa.
El 3 de julio de 2024 fichó por el Darüşşafaka de la Basketbol Süper Ligi turca.